# Tyriet´ 2-ja
Tyriet´ 2-ja (ros. Тыреть 2-я) – wieś (dieriewnia) w Rosji, w obwodzie irkuckim, w rejonie załarińskim. W 2010 liczyła 285 mieszkańców.